# قمة روسيا والولايات المتحدة الأمريكية 2018
قمة روسيا–الولايات المتحدة 2018 وتُعرف أيضا باسم قمة بوتين-ترامب هي اجتماع قمة عُقدت بين الرئيس الأمريكي دونالد ترامب والرئيس الروسي فلاديمير بوتين. عقدت القمة يوم 16 يوليو من عام 2018 في هلسنكي عاصمة فنلندا. نافش الرئيسان قضية تحسين العلاقات الثنائية بين البلدين والتي تضررت بعدما اتهمت الاستخبارات الأميركية الدولة الروسية بمحاولة التدخل والتأثير في نتائج الانتخابات الأمريكية 2016 كما حاولَ الرئيس الأمريكي تطبيع العلاقات مع روسيا بعد التوتر الذي سببه ضم الدولة الروسية لشبه جزيرة القرم عام 2014.
ُعُقد الاجتماع في القصر الرئاسي بهلسنكي، ويُعد هذا الحدث سابقة من نوعه في العالم وذلك نظرا للعداء الكبير الذي تُكنه الدولتين لبعضهما البعض بسبب الكثير من المشاكل العالقة بينهما. اجتمع الرئيس ترامب أيضا مع الرئيس الفنلندي ساولي نينيستو في القصر الرئاسي؛ وقد أعلن الرئيس الأمريكي في وقت سابق عن مجموعة من المواضيع التي سيناقشها مع بوتين من بينها الأوضاع في سوريا ومسألة أوكرانيا.

## الخلفية

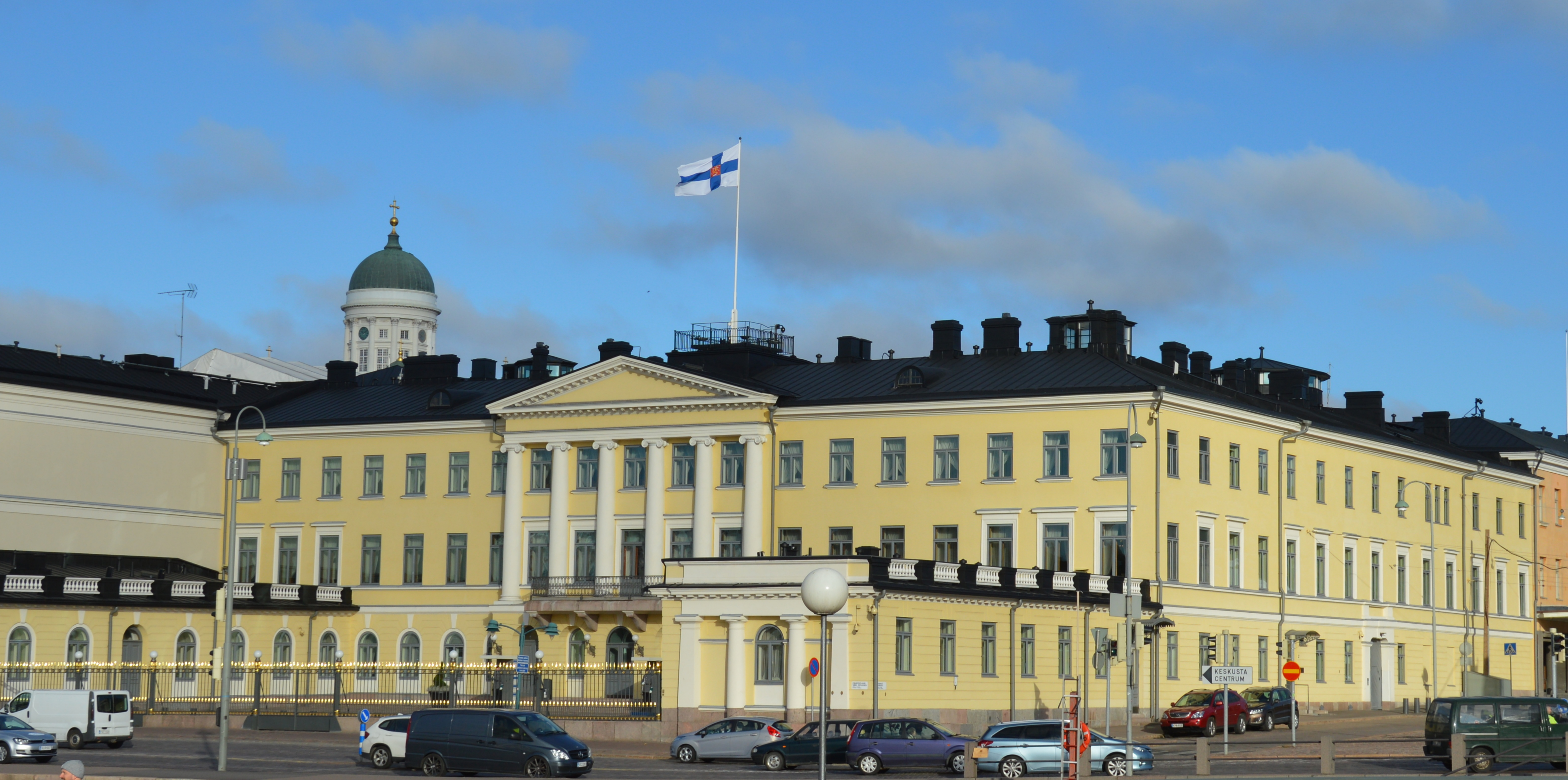
القصر الرئاسي في هلسنكي، مكان انعقاد القمة

أُجرية القمة في القصر الرئاسي. يُعد هذا الحدث أول اجتماع بين زعيمي العالم وذلك بعد محادثات غير رسمية في قمة مجموعة العشرين هامبورغ 2017 واجتماع أببيك فيتنام الذي عقد في عام 2017. اجتمع ترامب أيضا مع الرئيس الفنلندي ساولي نينيستو في القصر الرئاسي. شملت المواضيع التي ناقشها الرئيسان كل من الأوضاع في سوريا ومسألة أوكرانيا. التقى وزير الخارجية الأمريكي مايك بومبيو بنظيره الروسي والفنلندي سيرغي لافروف وتيمو سويني.
ووفقا لمكتب رئيس فنلندا فإن الرئيس نينيستو قد عقد اجتماعات ثنائية مع كل من الرئيسين في نفس اليوم. في صباح يوم الاثنين رحب الرئيس نينيستو والسيدة جيني هوكيو بالسيدة الأولى في الولايات المتحدة ميلانيا ترامب وذلك في المقر الرسمي في مانتينيمي.
بدأ الاجتماع في القصر الرئاسي بعد منتصف النهار (في حوالي الساعة 1 مساء) مع الرئيس نينيستو الذي رحب رسميا ببوتين وترامب. جرت المباحثات الثنائية بين روسيا وأمريكا في قاعة مغلقة داخل القصر الرئاسي ولم يحظرها سوى المترجمين. تلى الاجتماع غداء عمل تم في قاعة المرايا.
رحب الأمين العام للناتو ينس ستولتنبرغ والزعيم السوفياتي السابق ميخائيل غورباتشوف بترامب وأكدا على أن اجتماعو مع الرئيس الروسي فلاديمير بوتين هو خطوة مهمة في سبيل تطوير العلاقات الدولية.
حث مجموعة من كبار الديمقراطيين في مجلس الشيوخ ترامب على عدم الاجتماع مع بوتين منفردا، كما أرسل ثمانية ديمقراطيون في المجلس بما في ذلك تشارلز شومر، ديك دوربين، مارك وارنر، بوب مينينديز، ديان فاينشتاين وجاك ريد رسالة إلى ترامب يوم السبت يدعوانه فيها إلى إلغاء القمة.

## التاريخ

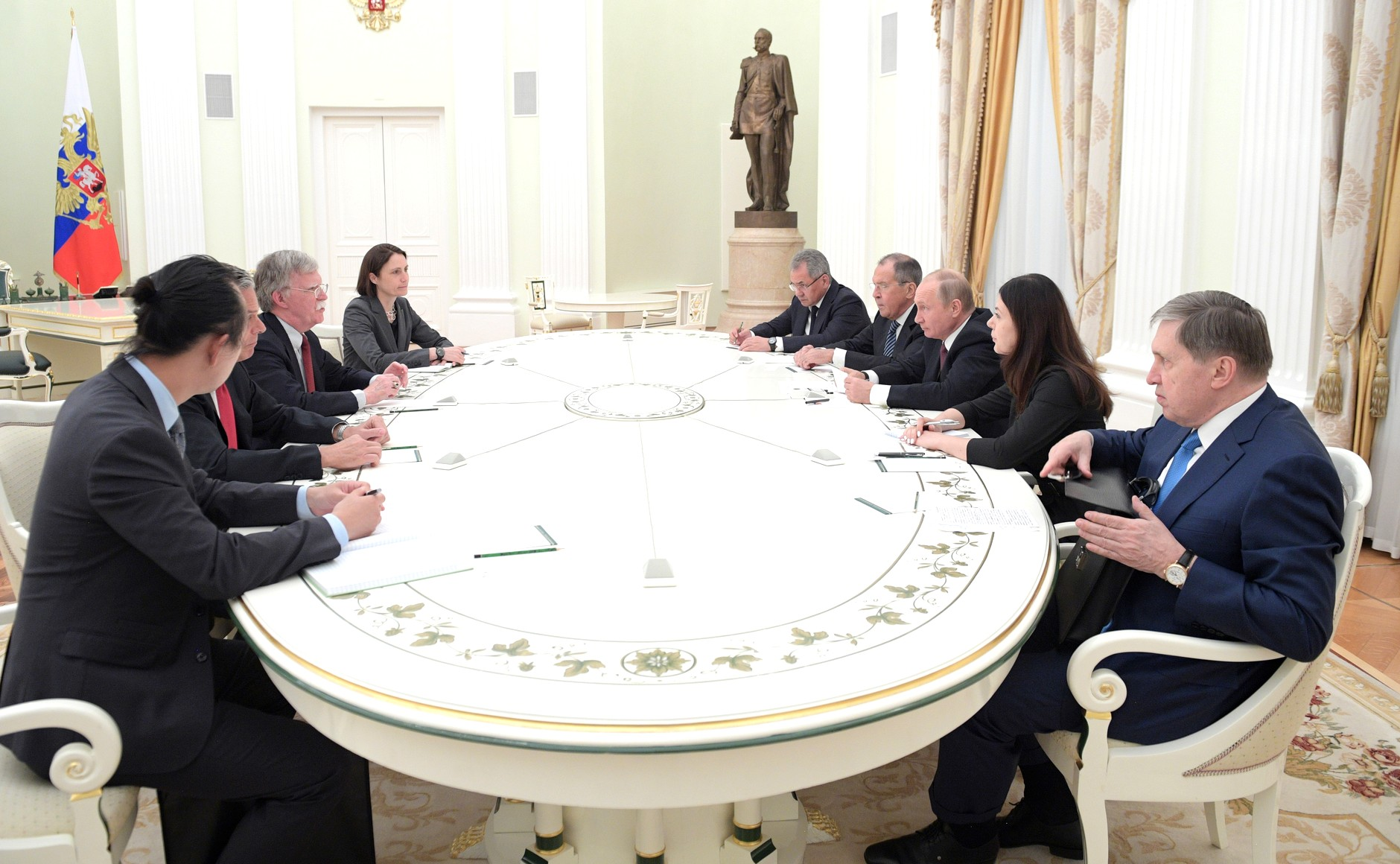
الرئيس الروسي فلاديمير بوتين رفقة مستشار الأمن القومي الأمريكي جون بولتون خلال اجتماع في الكرملين بموسكو يوم 27 يونيو من عام 2018 لمناقشة القمة

سبق لهلسنكي أن لعبت دور الوسيط بين الاتحاد السوفياتي والولايات المتحدة عام 1975؛ حينها تكللت كل تلك الاجتماعات والقمم بنجاح بل تم عقد اتفاقية تُعرف اليوم باسم اتفاقية هلسنكي. هدَفت تلك السلسلة من الاجتماعات إلى الحد من التوترات بين الدول الغربية والكتلة الشرقية خلال الحرب الباردة. التقى مستشار الأمن القومي جون بولتون مع الرئيس الروسي فلاديمير بوتين يوم 27 يونيو/حزيران من عام 2018 لمناقشة تفاصيل مؤتمر القمة وغيرها من القضايا الثنائية. في 28 يونيو/حزيران من نفس العام أعلن البيت الأبيض والكرملين على موقع القمة وأكدا أنها ستُعقد في هلسنكي.

## المظاهرات
وفقا لإذاعة أوليسراديو فإن أكثر من 10 مظاهرات جرت قبل وأثناء ثم بعد القمة. في يوم الأحد 15 يوليو/تموز تجمّع حوالي 2500 متظاهر ينادون بحقوق الإنسان ويرفضون زيارة ترامب لبدلهم في ساحة مجلس الشيوخ. لكن وفي المقابل فقد نضم قسم من قومية الشباب الفنلنديون الحقيقيون مظاهرة موالية لزيارة الرئيس ترامب.
حصلت المزيد من المظاهرات يوم الاثنين 16 يوليو/تموز (يوم عقد القمة) بما في ذلك مظاهرات حملت عنوان وقف بوتين وهلسنكي ضد ترامب بوتين كما جابت المسيرات والاحتجاجات مجموعة من المدن من أجل المطالبة بحقوق المرأة. عقد حزب الائتلاف الوطني الفنلندي مظاهرة ضد السياسة التجارية للرئيس ترامب كما تظاهروا ضد الضم العسكري الروسي لشبه جزيرة القرم.

## الوفد
| الوفد الأمريكي      | الوفد الأمريكي                     |
| الشخصية             | المنصب                             |
| ------------------- | ---------------------------------- |
| دونالد ترامب        | رئيس الولايات المتحدة              |
| مايك بومبيو         | وزير الدولة                        |
| جون بولتون          | مستشار الأمن القومي                |
| جون إف. كيلي        | رئيس موظفي البيت الأبيض            |
| جون هانتسمان جونيور | السفير الأمريكي لدى روسيا          |
| سارة هاكابي ساندرز  | السكرتيرة الصحفية للبيت الأبيض     |
| زخاري فوينتيس       | نائب رئيس الأركان في البيت الأبيض  |
| فيونا هيل           | مستشارة الرئيس                     |
| الوفد الروسي        |                                    |
| الشخصية             | المنصب                             |
| فلاديمير بوتين      | رئيس الاتحاد الروسي                |
| سيرغي لافروف        | وزير الخارجية الروسي               |
| أناتولي أنتونوف     | السفير الروسي لدى الولايات المتحدة |
| يوري أوشاكوف        | مستشار الرئيس                      |
| ديمتري بيسكوف       | السكرتير الصحفي للكرملين           |

## بعد القمة
ساعات عقب القمة توجهت الكثير من الانتقادات من جميع أنحاء العالم إلى هلنسكي التي استقبلت هذا المؤتمر. النصيب الأكبر من الانتقادات تعرض له الرئيس ترامب وذلك بسبب مشاركته السيئة خاصة بعدما شكّك في صحة النتائج فيما يتعلق بالتورط الروسي في الانتخابات الأمريكية قبل أن يتهم لجنة الاستخبارات في مجلس الشيوخ بعدم القيام بعملها على أكمل وجه. علّق المرشح الجمهوري للرئاسة عام 2008 جون ماكين على المؤتمر الصحفي الأخير واصفا القمة «بواحدة من أكثر العروض المشينة التي قدمها رئيس أمريكي معين.» ركزت الانتقادات على ما يبدو أنه قبول ترامب للتدخل الروسي في الانتخابات الأمريكية عام 2016 كما انتُقد ترامب بسبب تناقض قوله مع ما وصلت له لجنة الاستخبارات في الولايات المتحدة.

## معرض الصور

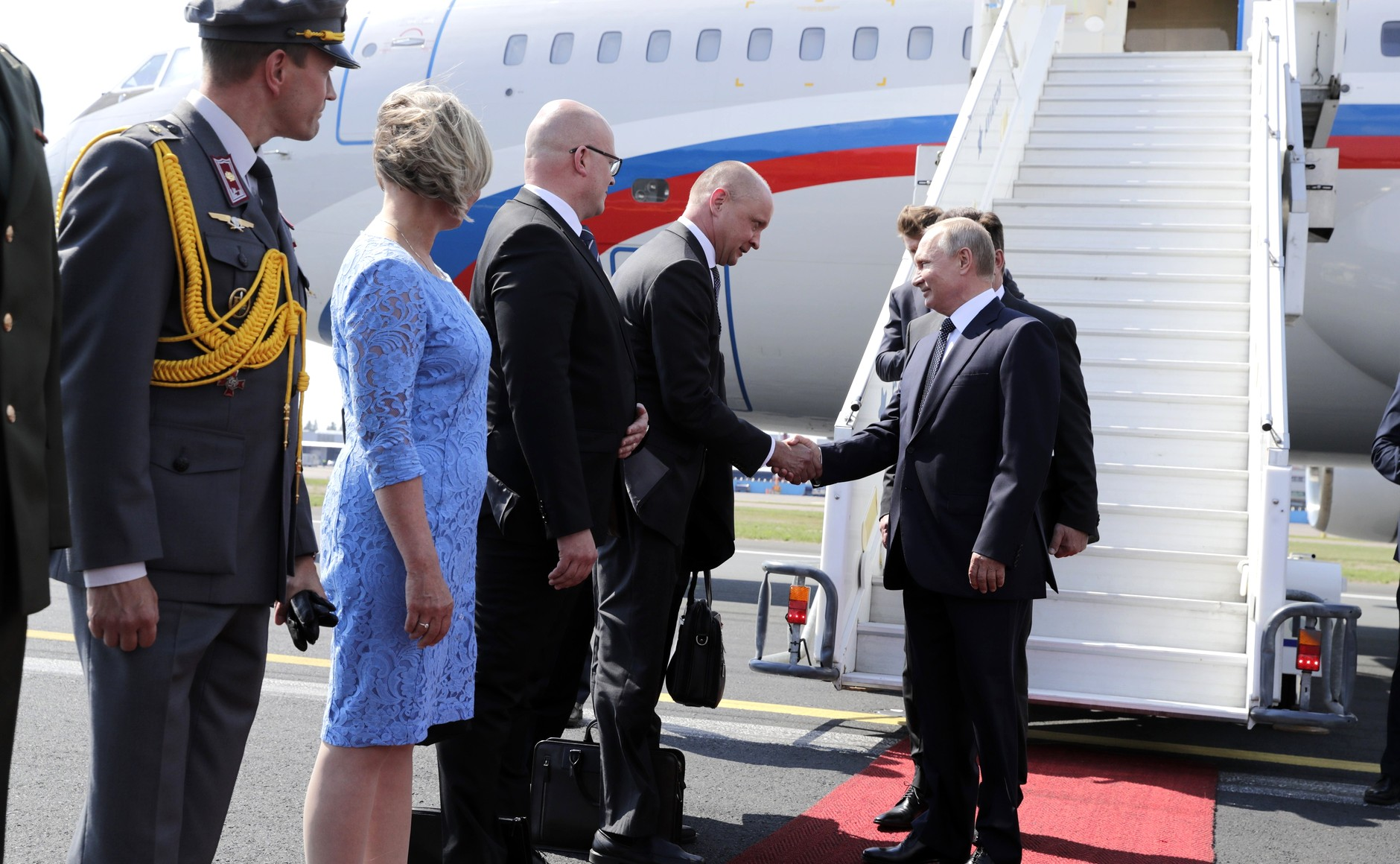
وصول فلاديمير بوتين لفنلندا.
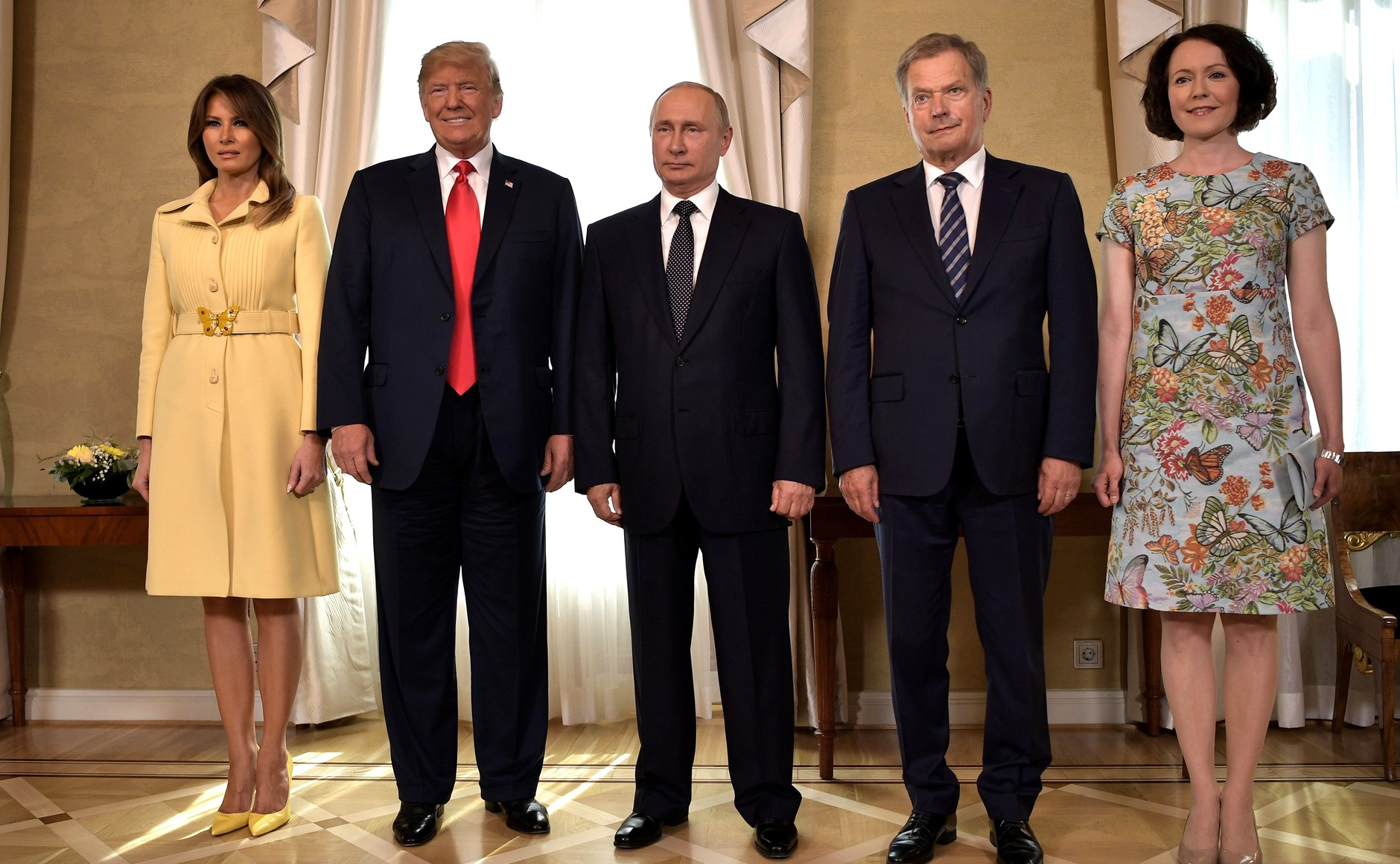
صورة مشتركة (من اليسار إلى اليمين): السيدة الأولى في الولايات المتحدة ميلانيا ترامب، الرئيس الأمريكي دونالد ترامب، الرئيس الروسي فلاديمير بوتين، الرئيس الفنلندي ساولي نينيستو وزوجته جيني هوكيو.
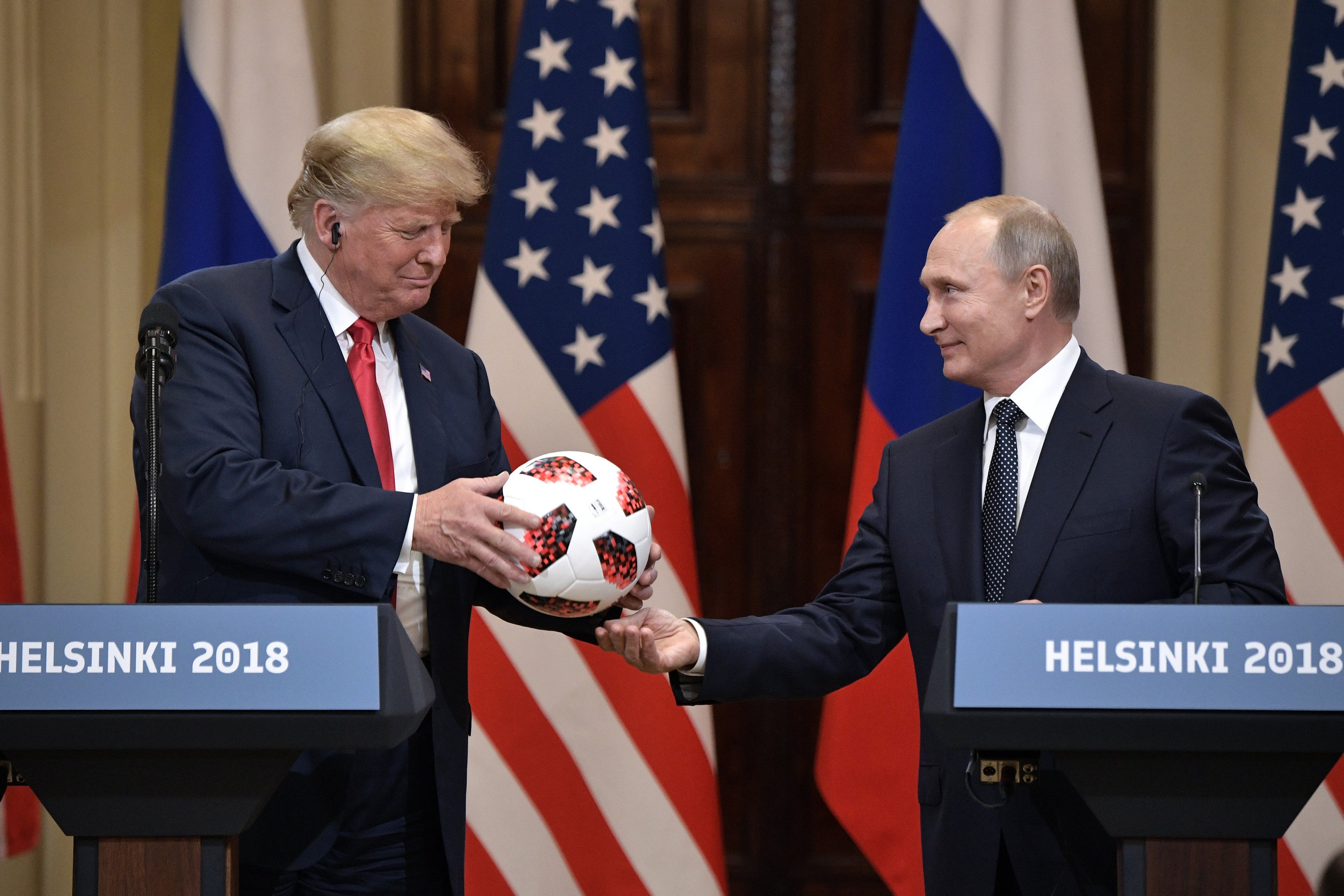
بوتين يهدي ترامب الكرة الرسمية في كأس العالم 2018 للاحتفاظ بها خاصة أن الولايات المتحدة ستستضيف - جنبا إلى جنب مع كندا والمكسيك- بطولة كأس العالم لكرة القدم 2026.